# 王耀鹏
王耀鹏（1995年1月18日—），大连人，中国职业足球运动员，司职后卫，2024年時效力于中国足球超级联赛俱乐部长春亚泰足球俱乐部。

## 生平
王耀鹏出身於大連青訓系統。王耀鹏所在的辽宁队夺得中华人民共和国第十二届运动会U18男足冠军。2013年，王耀鹏开始自己的职业足球生涯。 